# Cirque du Bout du Monde
Pour les articles homonymes, voir Bout du Monde.
Le cirque du Bout du Monde, ou plus simplement le Bout du Monde, est une reculée culminant à 530 mètres d'altitude à son point le plus haut. Situé en Côte-d'Or sur la commune de Vauchignon, il est composé de spectaculaires versants rocheux taillés par la Cozanne dans le calcaire.

## Toponymie

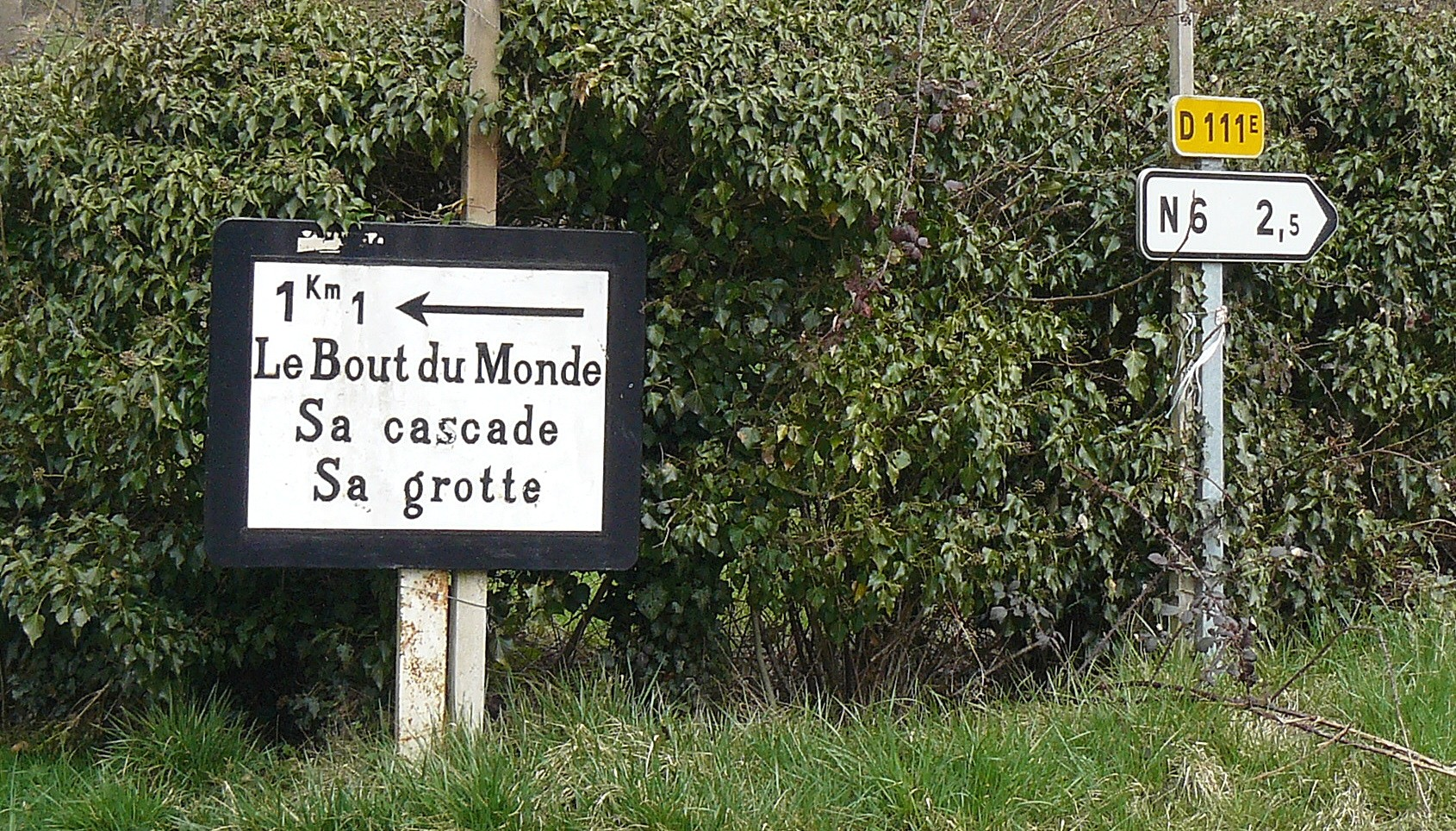
Panneau indicateur.

## Géographie

### Situation et topographie
Le cirque est situé sur la commune de Vauchignon, dans le sud du département de la Côte-d'Or. On y accède par la route départementale 906 (ancienne route nationale 6) au niveau de la sortie vers Vauchignon, puis par la départementale 111f depuis le village.
De type reculée, le cirque a été façonné par la rivière Cozanne, dont la source est située à quelques centaines de mètres en amont. Elle s'y déverse en une cascade de près de 40 mètres de haut au lieu-dit Cul de Menevault, sur la droite du cirque. Une résurgence principale de la Cozanne se trouve à la grotte de la Tournée, sur le côté gauche du cirque ; la Cozanne en sort après un passage dans une galerie de 50 mètres dans la falaise.

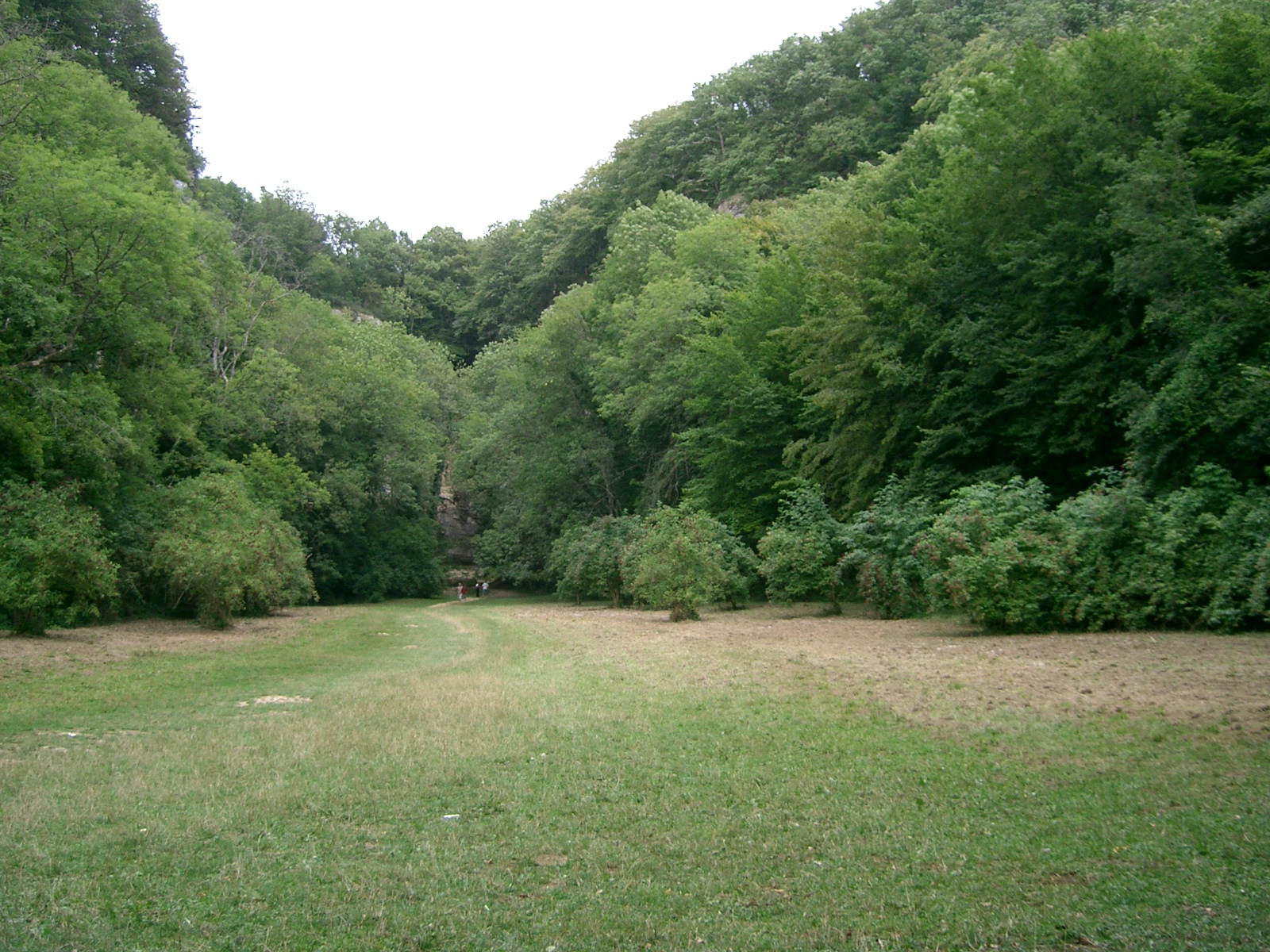
Le cirque, boisé. Les promeneurs au centre de la photo indiquent l'échelle.

### Faune et flore
La faune du cirque est typiquement montagnarde. C'est le seul lieu en Bourgogne où l'on peut rencontrer le martinet à ventre blanc. Les versants sont un site de nidification du faucon pèlerin, inscrit sur la liste rouge des espèces menacées en France. 
Les grottes en pied de plateau abritent une faune cavernicole totalement inféodée à ce milieu.
Le site comporte plusieurs espèces à fleurs protégées : daphné des Alpes, anthyllide des montagnes, limodore à feuilles avortées, spiranthe d'automne.

### Géologie
L'érosion a formé de nombreuses cavités souterraines, à l'intérieur du calcaire bajocien qui compose les parois.

## Activités

### Tourisme et randonnée
L'endroit est un lieu touristique du département, mais cette fréquentation reste relative en raison de la faible notoriété du site. Il bénéficie de la proximité du vignoble de Bourgogne (le côte-de-beaune), pour attirer les touristes de passage. Le site naturel est libre d'accès et peut se visiter toute l'année.
Plusieurs chemins de randonnée balisés parcourent le site, et permettent d'en découvrir les moindres recoins.

### Escalade
Les falaises de Cormot, figurent parmi les plus imposantes falaises bourguignonnes. Bien qu'elles soient réputées difficiles, elles attirent les amateurs d'escalade et alpinisme ; le Dijonnais Jean-Marc Boivin y venait souvent dans les années 1970.
On trouve un topo présentant les 220 voies (du 3 au 7c+) pour une longueur totale de 3 000 mètres, avec notamment plusieurs voies de niveau 4a-5a et une quantité exceptionnelle de voies de 5a-5c bien équipées. Les voies sèchent vite. Leur hauteur minimale est de 25 mètres et leur hauteur maximale 45 mètres.

### Protection environnementale
Le vallon de la Tournée et Bout du Monde est classé zone naturelle d'intérêt écologique, faunistique et floristique de type I, sur une superficie de 470 hectares.

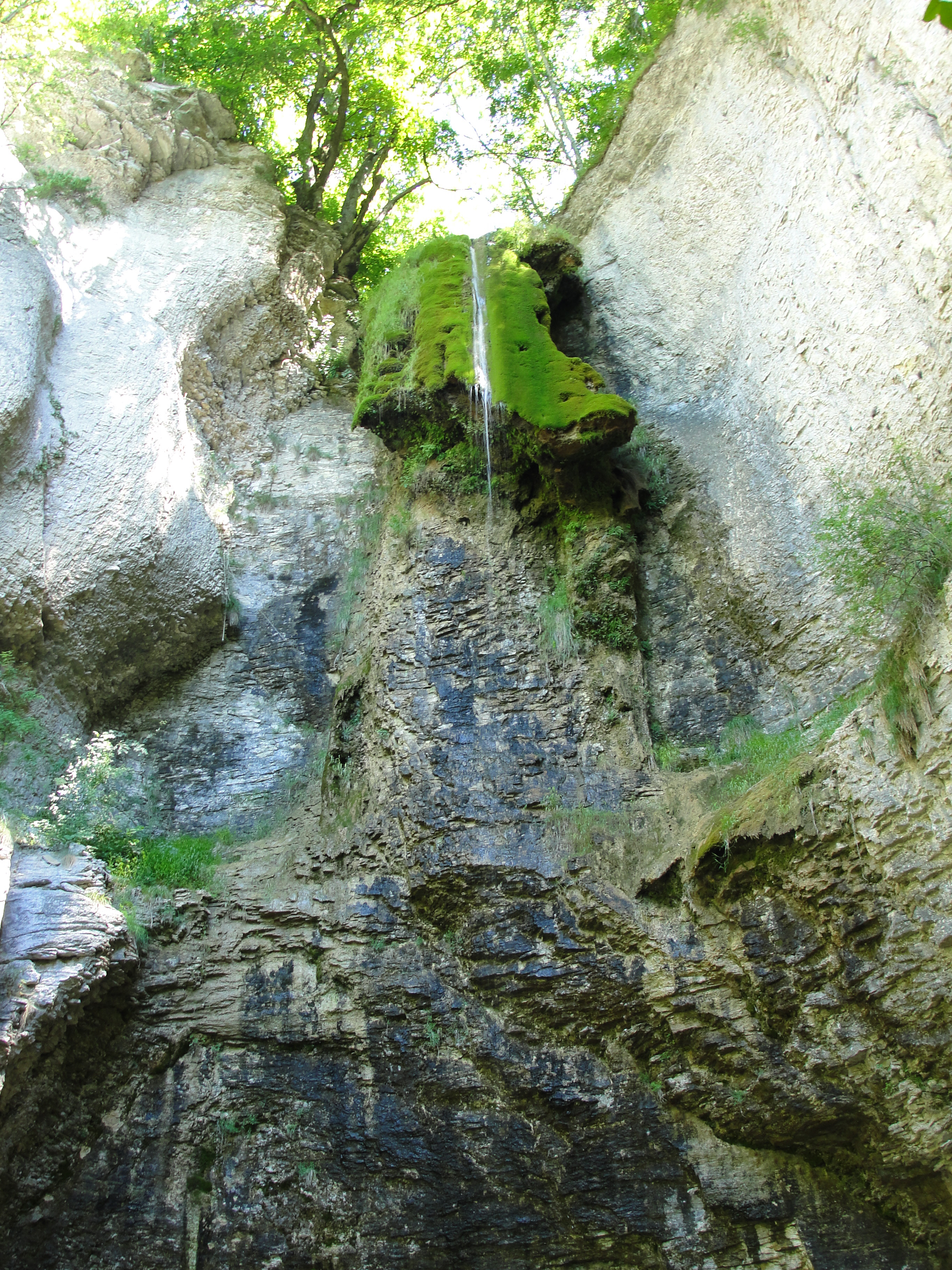
Cascade presque tarie
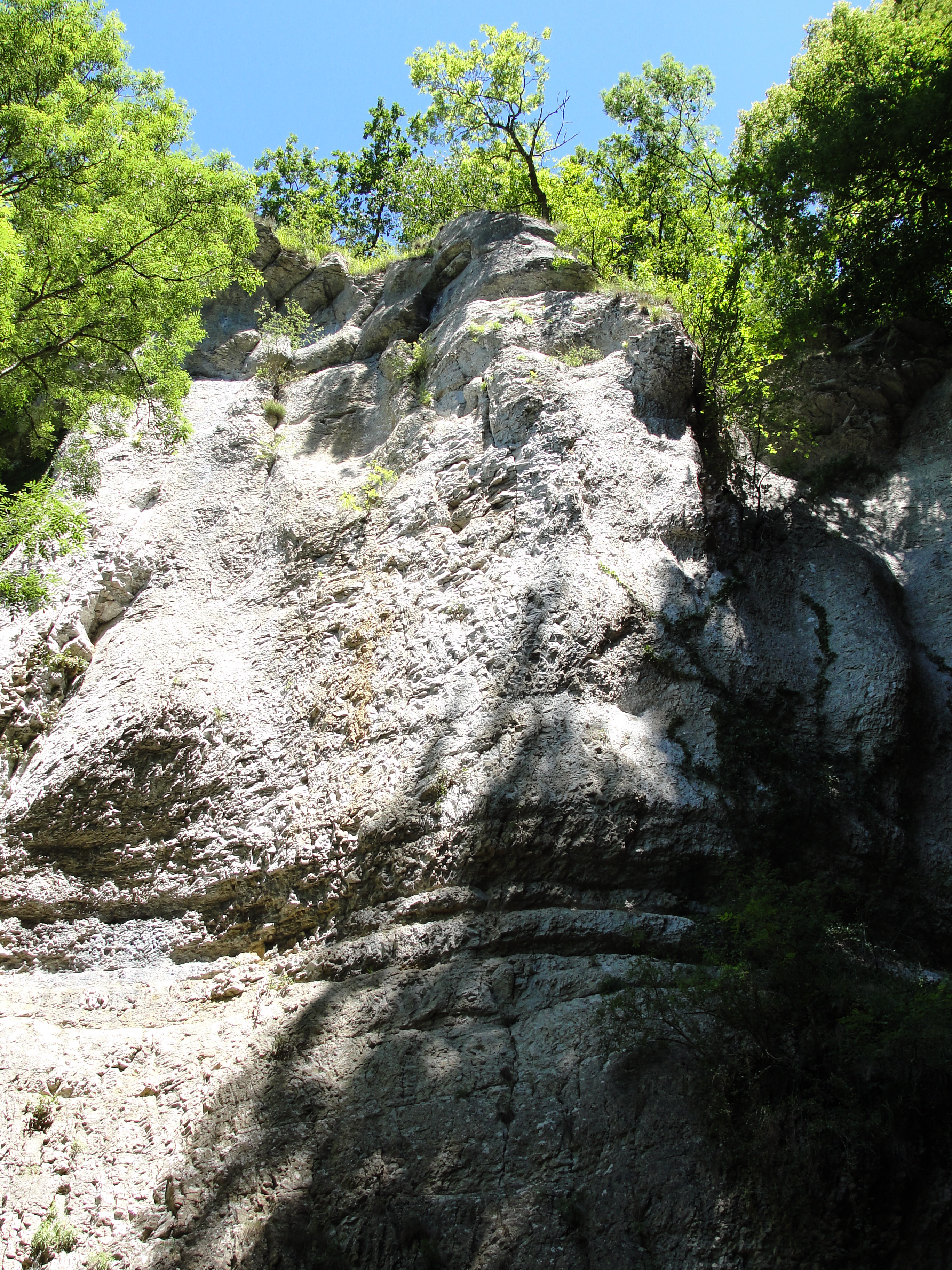
Au pied de la falaise
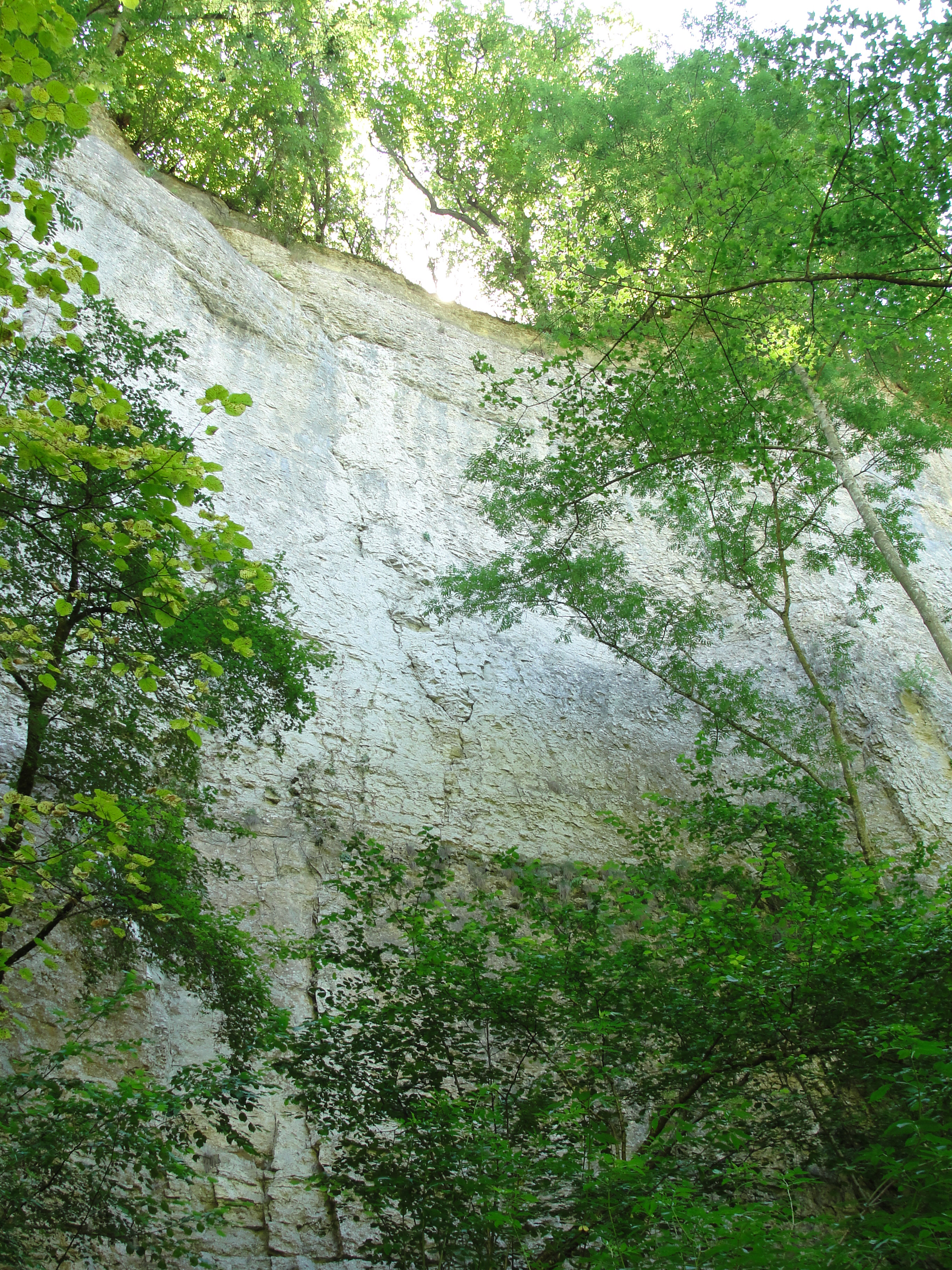
Une partie de la falaise, masquée par la végétation